# Équipe unifiée aux Jeux olympiques
Cet article traite de l'Équipe unifiée de l'ex-URSS. A ne pas confondre avec l'Équipe unifiée d'Allemagne qui a participé aux Jeux olympiques entre 1956 et 1964, ni pour la situation de la Russie aux Jeux olympiques à partir de 2017.
L'Équipe unifiée est le nom sous lequel ont participé les athlètes de la Communauté des États indépendants (CEI) aux Jeux olympiques d'hiver de 1992 (et paralympiques d'hiver) à Albertville, ainsi qu'aux Jeux olympiques d'été de 1992 (et paralympiques d'été) à Barcelone. Cette équipe représentait la plupart des républiques de l'ancienne URSS, dont la dislocation venait d'être prononcée en décembre 1991, à l'exception des trois pays baltes qui avaient déjà fait sécession de l'URSS en 1991. L'Estonie, la Lettonie et la Lituanie ont donc chacune participé aux Jeux de 1992 sous leur propre bannière.
Les sportifs de l'Équipe unifiée étaient représentés par le drapeau olympique. Lors des cérémonies protocolaires de remise des médailles, c’est l’hymne olympique qui était interprété pour célébrer une victoire de cette équipe. Les tenues vestimentaires de l'Équipe unifiée avait une dominante vert foncé et noir, exprimant une neutralité par rapport aux événements politiques récents ayant conduit à la dislocation de l'URSS.
Cette équipe a remporté un total de 135 médailles lors des Jeux d'hiver et d'été de 1992 (54 en or, 44 en argent, 37 en bronze)
L'Équipe unifiée se présentait sous l'acronyme « EUN » (pour Equipe UNifiée), selon la liste des codes pays du CIO.

## Nations participantes
L’équipe unifiée a présenté des athlètes issus de six états nouvellement indépendants aux Jeux d'hiver en février 1992 contre douze plus tard dans l'année aux Jeux d'été. L'équipe unifiée n'a durée que le temps de l'olympiade (été et hiver) de 1992, chaque pays concourant ensuite sous son propre drapeau.
| Pays         | JO d'hiver | JO d'été |
| ------------ | ---------- | -------- |
| Arménie      | x          | x        |
| Azerbaïdjan  |            | x        |
| Biélorussie  | x          | x        |
| Géorgie      |            | x        |
| Kazakhstan   | x          | x        |
| Kirghizistan |            | x        |
| Moldavie     |            | x        |
| Ouzbékistan  | x          | x        |
| Russie       | x          | x        |
| Tadjikistan  |            | x        |
| Turkménistan |            | x        |
| Ukraine      | x          | x        |
| Total        | 6          | 12       |

## Tableaux des médailles

### Général
| Édition        | Médaille d'or, Jeux olympiques | Médaille d'argent, Jeux olympiques | Médaille de bronze, Jeux olympiques | Total |
| Barcelone 1992 | 45                             | 38                                 | 29                                  | 112   |

| Édition               | Médaille d'or, Jeux olympiques | Médaille d'argent, Jeux olympiques | Médaille de bronze, Jeux olympiques | Total |
| Barcelone-Madrid 1992 | 16                             | 14                                 | 15                                  | 45    |

| Édition          | Médaille d'or, Jeux olympiques | Médaille d'argent, Jeux olympiques | Médaille de bronze, Jeux olympiques | Total |
| Albertville 1992 | 9                              | 6                                  | 8                                   | 23    |

| Édition                | Médaille d'or, Jeux olympiques | Médaille d'argent, Jeux olympiques | Médaille de bronze, Jeux olympiques | Total |
| Tignes-Albertville1992 | 10                             | 8                                  | 3                                   | 21    |

### Par sport
| Place | Sport              | Médaille d'or, Jeux olympiques | Médaille d'argent, Jeux olympiques | Médaille de bronze, Jeux olympiques | Total |
| 1     | Gymnastique        | 10                             | 5                                  | 5                                   | 20    |
| 2     | Athlétisme         | 7                              | 11                                 | 3                                   | 21    |
| 3     | Lutte              | 6                              | 5                                  | 5                                   | 16    |
| 4     | Natation           | 6                              | 3                                  | 1                                   | 10    |
| 5     | Haltérophilie      | 5                              | 4                                  | 0                                   | 9     |
| 6     | Tir                | 5                              | 2                                  | 1                                   | 8     |
| 7     | Judo               | 2                              | 0                                  | 2                                   | 4     |
| 8     | Escrime            | 1                              | 2                                  | 2                                   | 5     |
| 9     | Canoë-Kayak        | 1                              | 1                                  | 0                                   | 2     |
| 10    | Handball           | 1                              | 0                                  | 1                                   | 2     |
| 11    | Basket-ball        | 1                              | 0                                  | 0                                   | 1     |
| 12    | Plongeon           | 0                              | 2                                  | 1                                   | 3     |
| 13    | Boxe               | 0                              | 1                                  | 1                                   | 1     |
| 14    | Pentathlon moderne | 0                              | 1                                  | 1                                   | 2     |
| 15    | Volley-ball        | 0                              | 1                                  | 0                                   | 1     |
| 16    | Tir à l'arc        | 0                              | 0                                  | 2                                   | 2     |
| 17    | Tennis             | 0                              | 0                                  | 2                                   | 2     |
| 18    | Aviron             | 0                              | 0                                  | 1                                   | 1     |
| 19    | Water-polo         | 0                              | 0                                  | 1                                   | 1     |
| Total | Total              | 45                             | 38                                 | 29                                  | 112   |

| Place | Sport               | Médaille d'or, Jeux olympiques | Médaille d'argent, Jeux olympiques | Médaille de bronze, Jeux olympiques | Total |
| 1     | Ski de fond         | 3                              | 2                                  | 4                                   | 9     |
| 2     | Patinage artistique | 3                              | 1                                  | 1                                   | 5     |
| 3     | Biathlon            | 2                              | 2                                  | 2                                   | 6     |
| 4     | Hockey sur glace    | 1                              | 0                                  | 0                                   | 1     |
| 5     | Ski acrobatique     | 0                              | 1                                  | 0                                   | 1     |
| 6     | Piste courte        | 0                              | 0                                  | 1                                   | 1     |
| Total | Total               | 9                              | 6                                  | 8                                   | 23    |

## Sportifs les plus médaillés
Le record du nombre de médailles pour un athlète de l'Équipe unifiée est détenu par le gymnaste Vitaly Scherbo qui a remporté six médailles.
Avec cinq médailles, les fondeuses Lioubov Iegorova et Elena Välbe sont les sportives les plus médaillées de l'Équipe unifiée aux Jeux olympiques.
| Nom               | État        | Sport       | Médaille d'or, Jeux olympiques | Médaille d'argent, Jeux olympiques | Médaille de bronze, Jeux olympiques | Total |
| Vitaly Scherbo    | Biélorussie | Gymnastique | 6                              | 0                                  | 0                                   | 6     |
| Lioubov Iegorova  | Russie      | Ski de fond | 3                              | 2                                  | 0                                   | 5     |
| Hryhoriy Misyutin | Ukraine     | Gymnastique | 1                              | 4                                  | 0                                   | 5     |
| Elena Välbe       | Russie      | Ski de fond | 1                              | 0                                  | 4                                   | 5     |
| Tatiana Gutsu     | Ukraine     | Gymnastique | 2                              | 1                                  | 1                                   | 4     |
| Aleksandr Popov   | Russie      | Natation    | 2                              | 2                                  | 0                                   | 4     |